# Paul du Bois-Reymond
Paul David Gustav du Bois-Reymond (Berlim, 2 de dezembro de 1831 — Freiburg im Breisgau, 7 de abril de 1889) foi um matemático alemão. Irmão de Emil du Bois-Reymond.
A partir de 1849 estudou medicina em Zurique e depois matemática em Königsberg e na Universidade de Berlim, onde obteve em 1859 um doutorado, orientado por Ernst Kummer e Johannes Peter Müller, com a tese De aequilibrio fluidorum. Obteve a habilitação em 1865 na Universidade de Heidelberg, onde foi docente e a partir de 1868 professor extraordinário. Em 1869 foi professor ordinário na Universidade de Freiburg, em 1874 na Universidade de Tübingen e em 1884 na Universidade Técnica de Berlim.
Entre suas pesquisas inclui-se equações integrais, cálculo variacional e séries de Fourier, campo este último em que obteve em 1876 uma função contínua cuja série de Fourier é divergente.
Está sepultado no Alter St.-Matthäus-Kirchhof Berlin.

## Obras
- Théorie générale des fonctions (Nice : Impr. niçoise, 1887) (translated in French from the original German by G. Millaud and A. Girot)
- De Aequilibrio Fluidorum (PhD Thesis, 1859)